# Val-d'Auzon
Val-d'Auzon é uma comuna francesa na região administrativa de Grande Leste, no departamento de Aube. Estende-se por uma área de 27,58 km². Em 2010 a comuna tinha 385 habitantes (densidade: 14 hab./km²).